# بدمینتون در المپیک تابستانی ۱۹۸۸
بدمینتون در بازی‌های المپیک تابستانی ۱۹۸۸ نام رویداد ورزش بدمینتون در بازی‌های المپیک تابستانی بود که در سال ۱۹۸۸ برگزار شد. این مسابقات به صورت غیررسمی و نمایشی برگزار شده بود.

## نتایج
| رویداد        | مقام اول                                     | مقام دوم                                   | مقام سوم                                      |
| ------------- | -------------------------------------------- | ------------------------------------------ | --------------------------------------------- |
| انفرادی مردان | Yang Yang · چین                              | Icuk Sugiarto · اندونزی                    | Park Sung-hae · کره جنوبی                     |
| دونفره مردان  | لی یونگبو · و تیان بینگیی · چین              | Lee Sang-bok · و Lee Kwang-jin · کره جنوبی | Shuji Matsuno · و Shinji Matsuura · ژاپن      |
| انفرادی زنان  | هوانگ-هی-یونگ · کره جنوبی                    | Han Aiping · چین                           | Sumiko Kitada · ژاپن                          |
| دونفره مردان  | Kim Yun-ja · و چونگ سو-یونگ · کره جنوبی      | Lin Ying · و گوان ویژن · چین               | Dorte Kjær · و Nettie Nielsen · دانمارک       |
| دونفره مختلط  | پارک جو-بونگ · و Chung Myung-hee · کره جنوبی | Wang Pengren · و Shi Fangjing · چین        | Chan Chi Choi · و Amy Chan Lim Chee · هنگ کنگ |

## جدول مدال‌ها
| رتبه | کشورها    | طلا | نقره | برنز | مجموع |
| ۱    | کره جنوبی | ۳   | ۱    | ۱    | ۵     |
| ۲    | چین       | ۲   | ۳    | ۰    | ۵     |
| ۳    | اندونزی   | ۰   | ۱    | ۰    | ۱     |
| ۴    | ژاپن      | ۰   | ۰    | ۲    | ۲     |
| ۵    | دانمارک   | ۰   | ۰    | ۱    | ۱     |
| ۶    | هنگ کنگ   | ۰   | ۰    | ۱    | ۱     |

## کشورهای شرکت کننده
- چین
- دانمارک
- اندونزی
- ژاپن
- سوئد
- هنگ کنگ
- بریتانیای کبیر
- کانادا
- کره جنوبی